# Kaédi

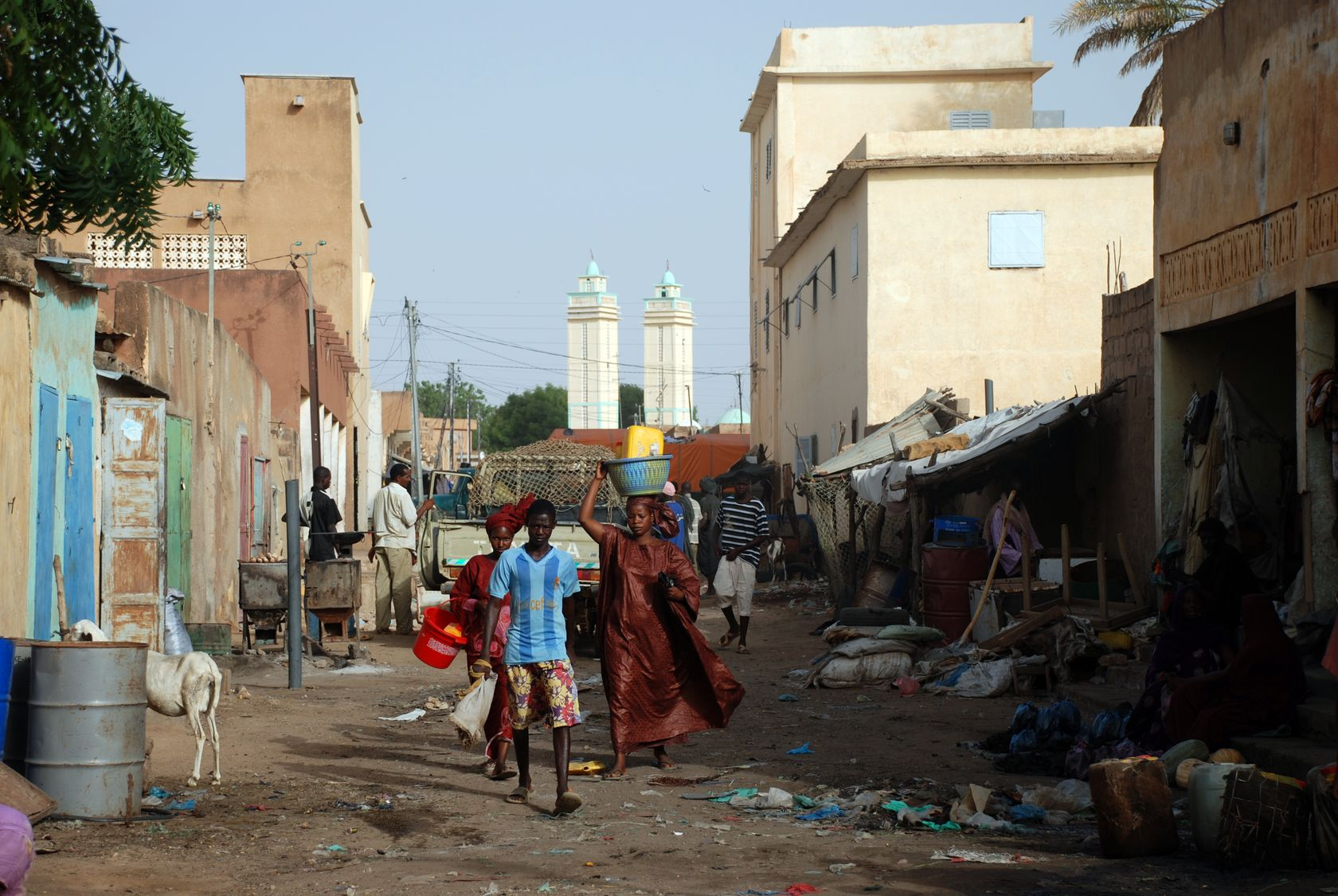
Mercado en la localidad de Kaédi

Kaédi (en árabe: كيهيدي) es una ciudad mauritana de aproximadamente 60.000 habitantes situada en la región de Gorgol de la que es capital. Se encuentra a una distancia aproximada de 435 kilómetros de la capital del país, Nuakchot. 
Se asienta en la zona geográfica conocida como Chemama al norte del río Senegal. Es una de las pocas zonas de Mauritania donde existe una agricultura estable gracias a la presencia de agua. La ciudad es un centro comercial y económico de la región. Su cultura refleja más los caracteres subsaharianos propios de Senegal debido a su proximidad geográfica.
- Datos: Q524984
- Multimedia: Kaedi / Q524984